# Merošina
Merošina (en serbe cyrillique : Мерошина) est une localité et une municipalité de Serbie situées dans le district de Nišava. Au recensement de 2011, la localité comptait 906 habitants et la municipalité dont elle est le centre 13 916.

## Géographie
La municipalité de Merošina est entourée par la municipalité d'Aleksinac au nord, celle de la ville de Niš à l'est, celles de Doljevac et Žitorađa au sud et celle de Prokuplje à l'ouest.

## Localités de la municipalité de Merošina

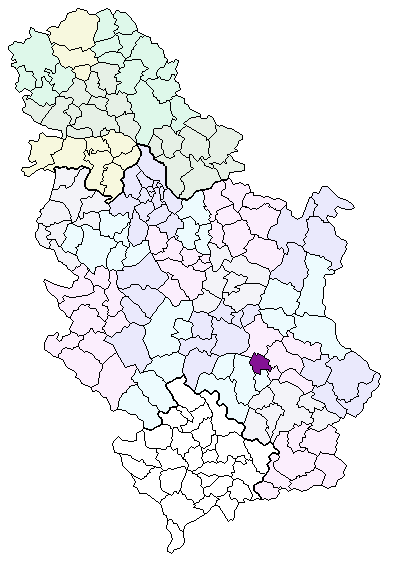
Localisation de la municipalité de Merošina en Serbie

La municipalité de Merošina compte 27 localités :
| - Azbresnica - Aleksandrovo - Arbanasce - Balajnac - Baličevac - Batušinac - Biljeg - Brest - Bučić | - Gornja Rasovača - Gradište - Devča - Dešilovo - Donja Rasovača - Dudulajce - Jovanovac - Jug Bogdanovac - Kovanluk | - Kostadinovac - Krajkovac - Lepaja - Merošina - Mramorsko Brdo - Oblačina - Padina - Rožina - Čubura |

Toutes les localités, y compris Merošina, sont officiellement classées parmil les « villages » (село/selo) de Serbie.

## Démographie

### Localité

#### Évolution historique de la population dans la localité
| 1948 | 1953 | 1961 | 1971 | 1981 | 1991 | 2002 | 2011 |
| ---- | ---- | ---- | ---- | ---- | ---- | ---- | ---- |
| 469  | 521  | 508  | 690  | 867  | 909  | 873  | 906  |

## Politique
À la suite des élections locales serbes de 2008, les 37 sièges de l'assemblée municipale de Merošina se répartissaient de la manière suivante :
| Parti                                                                         | Sièges |
| ----------------------------------------------------------------------------- | ------ |
| Parti radical serbe                                                           | 9      |
| G17 Plus                                                                      | 7      |
| Parti socialiste de Serbie - Parti des retraités unis de Serbie - Serbie unie | 7      |
| Parti démocratique de Serbie                                                  | 4      |
| Parti démocratique                                                            | 3      |
| Liste « Pour le développement de la municipalité de Merošina »                | 3      |
| Liste « Tous pour Merošina »                                                  | 2      |
| Liste « Novi ljudi » (« De nouvelles personnes »)                             | 2      |

Slobodan Todorović, membre du Parti socialiste de Serbie, a été élu président (maire) de la municipalité.